# Калинино (Кичменгско-Городецкий район)
Калинино — деревня в Кичменгско-Городецком районе Вологодской области.
Входит в состав Енангского сельского поселения, с точки зрения административно-территориального деления — в Нижнеенангский сельсовет.
Расстояние по автодороге до районного центра Кичменгского Городка составляет 67 км, до центра муниципального образования Нижнего Енангска — 15 км. Ближайшие населённые пункты — Выползово, Прилуково, Бакланиха.
Население по данным переписи 2002 года — 26 человек (11 мужчин, 15 женщин). Преобладающая национальность — русские (96 %).